# Lou Bennett
Lou Bennett fue el nombre artístico de Jean-Louis Benoît (n. Filadelfia, Estados Unidos, 18 de mayo de 1926 - Le Chesnay, Francia, 10 de febrero de 1997), organista estadounidense de jazz.

## Trayectoria artística
Martiniqués por parte paterna, creció con ecos de música religiosa como fondo y, animado por su abuela, aprendió a acompañar los cantos litúrgicos. Su vocación musical siempre fue fuerte y profunda, pero la determinación de convertirse en profesional se demoró hasta que, ya licenciado del Ejército, decidió formar un trío inspirado en el del pianista Nat King Cole. En 1951 comenzó su carrera en Estados Unidos tocando bebop al piano en algunos locales de Baltimore hasta 1956 y finalmente se decidió por consagrarse al órgano tras oír la música de Jimmy Smith, giró con un trío de órgano entre 1957 y 1959, pero en 1960 actuó en París y decidió quedarse. En la década de los sesenta visitó por primera vez España actuando en el Jamboree de Barcelona en  1962 y en 1970 fijó su residencia en Cambrils (Tarragona). Desde entonces compartió su vida entre la costa catalana y la capital francesa, donde sus actuaciones -casi siempre en trío- fueron una atracción habitual en el local Blue Note, con Jimmy Gourley y Kenny Clarke, así como con René Thomas, volverá solo en una ocasión a América, al Newport Jazz Festival de 1964.
Hasta 1968 seguirá visitando con regularidad el Blue Note parisino tocando con Kenny Clarke, el padre de la batería moderna, y guitarristas de la talla de Jimmy Gourley y Philip Caterine. Grabó en los años 60 con Philip Catherine y Franco Manzecchi y en los años 80 tocó en su propio quinteto junto a Gerard Badini, entre otros, en ese período realizó giras por España, pasando por escenarios de Málaga, Almería, Barcelona, La Coruña, Salamanca, Segovia y Madrid. En 1966 grabó un disco junto a la cantante catalana Núria Feliu: Núria Feliu amb Lou Bennett i els seus amics y su disco Now hear my meaning editado en 1993 fue grabado en vivo en Barcelona.

## Discografía
- 1960: Amen (RCA)
- 1960: Dansez et rêvez avec le trio Lou Bennett (RCA Victor)
- 1963: Enfin ! (RCA)
- 1965: Pentacostal feeling
- 1966: Ovzeni Jazzohevo Festivalu 1966
- 1980: Live At The Club St Germain
- 1984: Blue Lou's blues
- 1993: Now hear my meaning, grabado en Barcelona.